# Carterio, Estiriaco, Tobías, Eudoxio, Agapio y compañeros
Carterio, Estiriaco, Tobías, Eudoxio, Agapio y compañeros son venerados como mártires cristianos.
Eran soldados que fueron quemados en la hoguera en Sebaste en 315, durante el reinado del emperador Licinio.
Los soldados romanos Carterio, Estiriaco, Tobías, Eudoxio y Agapio fueron ejecutados alrededor de 320 en la hoguera por su fe cristiana. Esto sucedió en Sebaste (Sebasteia) en la provincia romana de Armenia Menor; actual Sivas en Turquía.
En Sebaste estaba estacionada la Legio XII Fulminata. El gobernador Marcus Agricolaos cumplió las órdenes del emperador Licinio de ejecutar a los cristianos. Estos cristianos también estaban en la legión. El gobernador Marcus Agricolaos también es conocido por otras persecuciones de cristianos en la Legio XII, especialmente las de los Cuarenta mártires de Sebaste.
Los hagiógrafos vieron a Carterio como el comandante de este grupo de soldados. Es posible que hayan quemado más soldados en la hoguera; Sirletus agregó los siguientes nombres: Ático, Marino, Oceano, Eustaquio y Nicopolitano.
En la Iglesia católica su fiesta cae en el 2 de noviembre; sus nombres se enumeran con la mención «y compañeros soldados».